# Кокарал (острів)

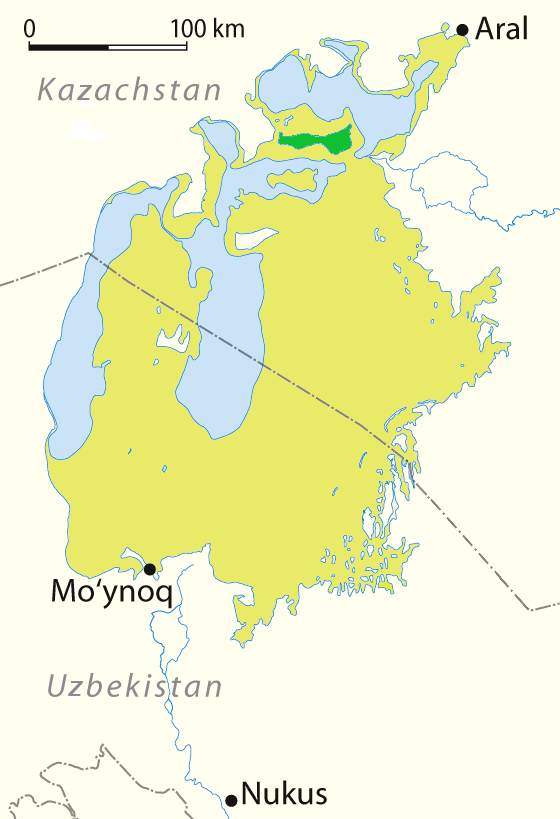
Острів Кокарал на карті Аральського моря

46°14′30″ пн. ш. 60°44′10″ сх. д. / 46.2416666667° пн. ш. 60.7361111111° сх. д.
Кокарал (каз. Көкарал, досл. «Зелений острів», від көк — «зелений» та арал — «острів») — колишній острів на півночі Аральського моря (територія тодішньої Казахської РСР), який проіснував до 1973 року. У 1960 році його площа становила 273 км², а найвища точка — 163 м. На його північному березі були розташовані рибальські селища Кокарал, Аван та Акбасти.
Через пересихання Аральського моря в 1960 році західний кінець острова почав з'єднуватися із суходолом. Таким чином утворився півострів Кокарал. З 1987 року Кокарал є перешийком між Малим Аральським та Південним Аральським морями.
Біля острова Кокарал у 2005 році було споруджено Кокаральську греблю, що закривала шлях води через протоку Берга до Південного Аральського моря. Такий крок дає змогу врятувати Мале Аральське море від пересихання.